# Круценко Василь Якович
Василь Якович Круценко (нар. 13 вересня 1940, с. Дружелюбівка, Кіровоградська область) — український політик. Член КПУ; колишній народний депутат України. Член Центральної контрольної комісії КПРС у 1990—1991 роках.

## Життєпис
Народився 13 вересня 1940 року в селі Дружелюбівка (Добровеличківський район, Кіровоградська область); українець.
У 1967 році закінчив Українську сільськогосподарську академію, за спеціальністю: інженер-механік; а у 1983 році ВПШ при ЦК КПУ.

## Професійна діяльність
У квітня 2002 року був кандидатом  в народні депутати України від КПУ, № 80 в списку. На час виборів: народний депутат України, член КПУ.
Народний депутат України 3 скликання березень 1998 - квітень 2002 р. від КПУ, № 54 в списку. На час виборів: голова правління ВАТ «Новоукраїнка-агротехсервіс», член КПУ. Перший заступник голови Комітету з питань аграрної політики та земельних відносин (липень 1998 - лютий 2000 рр.), потім — заступник голови Комітету з питань аграрної політики та земельних відносин; член фракції КПУ (з травня 1998 р.).
З 1957 по 1959 рік працював помічним бригадира в колгоспі «Дружба». З 1959 по 1962 рік служив у армії. З 1967 по 1969 рік працював конструктором, заступником начальника цеху заводу «Сільгоспагрегат». З 1969 по 1975 роки працював головою інженерного районного відділу «Сільгосптехніка», головним інженером-механіком, заступником начальнику Новоукраїнського районного управління сільського господарства Кіровоградської області.
З 1975 по 1979 рік працював 2-м секретарем Новоукраїнського районного комітету КПУ Кіровоградської області. У 1979—1991 роках — 1-й секретар Новоукраїнського районного комітету КПУ Кіровоградської області.
З 1990 по 1998 рік був головою Новоукраїнської районної ради народних депутатів, працював на підприємствах і в організаціях Новоукраїнського району; голова правління, ВАТ «Новоукраїнка-агротехсервіс».